# Peloton

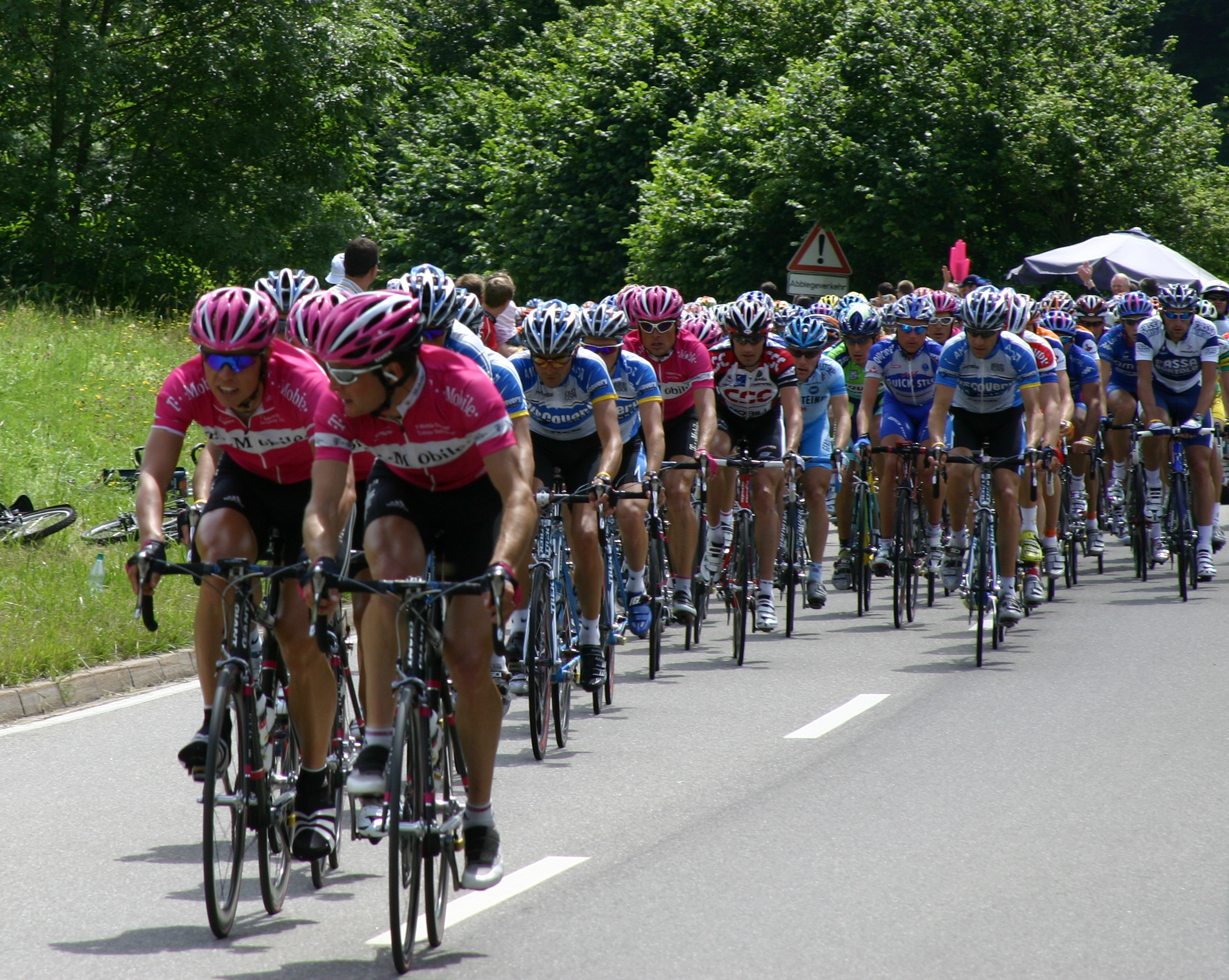
Peloton při Tour de France

Peloton (z francouzského platoon – četa) je největší skupina cyklistů při závodu v silniční cyklistice, která jede v uzavřeném útvaru.
Závodníci, kteří jsou uvnitř pelotonu, nemusí překonávat odpor vzduchu a šetří síly. Tvar pelotonu je určen směrem větru. Řazení cyklistů v pelotonu je dáno taktikou závodění. Jezdci se na čele pelotonu většinou střídají, čímž se závodní pole zrychlí. Může však dojít i k opaku, kdy se skupina závodníků rozhodne z taktických důvodů peloton brzdit.
V kopcovitém terénu nebo při nástupech a pokusech o únik se peloton obvykle roztrhá a dojde k vytvoření menších skupin.
Často se o pelotonu mluví i v dráhařských disciplínách (bodovacím závodě, scratchi apod.) a přeneseně i v závodech v jiných sportovních odvětvích, kde vzniká velká skupina závodníků (běh, běh na lyžích apod.).